# دیو سیال
دیو سیال (به انگلیسی: Deo Sial) یک روستا در پاکستان است که در پنجاب واقع شده‌است. دیو سیال ۱۵٬۴۵۸ نفر جمعیت دارد و ۱۷۱ متر بالاتر از سطح دریا واقع شده‌است.